# Fourteen Hours
 Fourteen Hours és una pel·lícula estatunidenca dirigida per Henry Hathaway, estrenada el 1951.

## Argument
Desesperat, Robert Cosick amenaça d'acabar amb la seva vida saltant d'un immoble a Nova York. La policia, alertada, estableix al voltant de l'immoble un cordó de seguretat i intenta dissuadir-lo. Charlie Dunning aconsegueix posar-se en contacte amb l'infeliç que estava tractant de resoldre la situació. El temps passa i esdeveniment creix.

## Repartiment
- Paul Douglas: Charlie Dunnigan
- Richard Basehart: Robert Cosick
- Barbara Bel Geddes: Virginia Foster
- Debra Paget: Ruth
- Agnes Moorehead: Christine Hill Cosick
- Robert Keith: Paul E. Cosick
- Howard Da Silva: Moskar
- Jeffrey Hunter: Danny Klempner
- Martin Gabel: Dr. Strauss
- Grace Kelly: Sra. Louise Ann Fuller
- Frank Faylen: Walter
- Jeff Corey: Sergent Farley
- James Millican: Sergent Boyle
- Donald Randolph: Dr. Benson
- George Baxter: Procuradorr
- Leonard Bell: taxista
- Barry Brooks: Fotògraf
- Bernard Burke: Capità de Police
- David Burns: taxista
- Russell Hicks: Regan, director de l'hotel

## Al voltant de la pel·lícula
- El guió va ser escrit a partir d'un fet real, relatat en un article de Joel Sayre, publicat a la revista The New Yorker.
- Entre els figurants es troba el director John Cassavetes.